# Net als toen
'Net als toen (с нидерл. — «Как и тогда») — песня-победительница конкурса «Евровидение 1957 года», исполненная Корри Боккен на нидерландском языке. За месяц до «Евровидения», Боккен, с этой песней, выиграла «Национальный фестиваль песни 1957». Песня написана Гуусом Янсеном на слова Вилли ван Хемерта.

## Текст песни
Певица поёт об отношениях со своим мужем. «Не засыпай, читая газету. Не зевай. Я твоя жена». Дальше она спрашивает его, помнит ли он, какими были их отношения в молодости и что она хотела бы вернуть те отношения. Она просит его быть милым с ней, спросить о поцелуе и  подарить ей розы. И тогда… мир станет таким как прежде: сказочной страной.

## Евровидение
Боккен выступала шестой, после Австрии и перед Германией. По итогам голосования, песня получила 31 балл, что вывело её на первое место. В 1958 году, Боккен снова приняла участие в конкурсе песни «Евровидение» от Нидерландов, на этот раз с песней «Heel de wereld».

## Интересные факты
Песня также была записана на немецком и французском языках под названиями «Damals war alles so schön» и «Tout comme avant» соответственно.